# Мала Річка (Первомайський район)
Мала Рі́чка (рос. Малая Речка) — селище у складі Первомайського району Алтайського краю, Росія. Входить до складу Розсказіхинської сільської ради.

## Населення
Населення — 18 осіб (2010; 9 у 2002).
Національний склад (станом на 2002 рік):
- росіяни — 89 %